# Johan Svedin
Johan Svedin (Swedin), var en svensk  målarmästare och målare.
Konstnären Johan Svedin förekommer i flera konstsamlingar men det går inte att särskilja två släktingar som båda var målarmästare och tilltalades med samma namn. Det är möjligt att vissa verk är utförda av Johannes Svedin (1729–1797) son till Bernt Svedin eller Johan Svedin (1738–1801) syskonbarn till Bernt Svedin. I Stora Kopparbergs bergslags konstsamling ingår en större oljemålning föreställande Utsikt över Stora Stöten vid Falu gruva, troligen från 1789 . 